# 世界的起源
世界的起源（法语：L'Origine du monde），是法国画家古斯塔夫·库尔贝于1866年创作的一幅写实主义画作。该画作表现了一个裸体女子的躯干、腿部以及生殖器。根据推测，该画作的模特很可能是乔安娜·希夫曼（Joanna Hiffernan，美国画家惠斯勒前女友）。
	
法国世界报说，Phébus出版社在2018年10月4日出版的格罗德肖普撰写的书中说画中人是哈利尔勒贝的一名情人康斯坦丝盖丽奥（ConstanceQuéniaux）。
乔安娜·希费尔南的爱尔兰雀斑与康乃馨般的苍白与画中人并不相符。另猜测奥斯曼帝国的外交官情妇简德图尔贝，也与画中人难为情姿势不相称。该画订画者是1860年代红遍巴黎的土耳其埃及著名外交官哈利尔勒贝，1866年向库尔贝订制。1995年起在巴黎奥赛博物馆展出。。